# Friedensdemonstration im Bonner Hofgarten 1983
Die Friedensdemonstration im Bonner Hofgarten am 22. Oktober 1983 war eine von mehreren Veranstaltungen der Friedensbewegung. Ziel war die Verhinderung der Umsetzung des NATO-Doppelbeschlusses.
Etwa 150.000 Demonstranten bildeten eine Menschenkette um das Regierungsviertel. Etwa 500.000 Menschen bildeten einen Menschenstern, der die Botschaftsgebäude der fünf Atommächte miteinander verband.
Im Hofgarten sprach unter anderem Willy Brandt, um gegen die Politik von Helmut Schmidt und Helmut Kohl Position zu beziehen: „Wir brauchen in Deutschland nicht mehr Mittel zur Massenvernichtung, wir brauchen weniger.“
In Baden-Württemberg wurde am selben Tage eine Menschenkette von Stuttgart nach Neu-Ulm gebildet. Weitere Veranstaltungen fanden in Hamburg (etwa 400.000 Teilnehmer), Berlin, Rom, Wien, Stockholm, London und anderen Städten statt. Allein in Deutschland waren somit mehr als eine Million Menschen mobilisiert.